# Mark Rydell
Mortimer H. "Mark" Rydell (Nova York, Estats Units, 23 de març de 1934) és un actor, director de cinema i productor estatunidenc.

## Biografia
Comença a estudiar de cinematografia (Neighborhood Playhouse) després es consagra durant 5 anys al jazz. Després escull la seva via, munta per primera vegada espectacles a Broadway i comença a freqüentar l'Actors Studio; després comença una carrera a la televisió. No és fins al començament de l'any 1956 que encarna el seu primer paper a De cara al crim (Don Siegel) on coneix John Cassavetes.
Aborda les seves primeres experiències de director en telefilms en els anys 1960, i el 1968 dirigeix el seu primer llargmetratge, The Fox; segueixen una desena d'altres llargmetratges.
En el seu ofici, ha treballat sobretot amb Woody Allen, Mel Gibson, Richard Gere, John Wayne, Sharon Stone, Sydney Pollack, Henry Fonda, Jane Fonda i Robert Altman.
Ha dirigit un remake de la pel·lícula Les Choses de la vie de Claude Sautet sota el títol Intersection.

## Filmografia[2]

### Director
- 1968: The Fox amb Sandy Dennis, Keir Dullea i Anne Heywood
- 1969: The Reivers amb Steve McQueen, Sharon Farrell, Michael Constantine
- 1972: Els cowboys (The Cowboys) amb John Wayne i Bruce Dern
- 1976: Harry i Walter se'n van a Nova York (Harry and Walter go to New York) amb James Caan, Elliott Gould i Michael Caine
- 1979: The Rose amb Bette Midler, Frederic Forrest i Harry Dean Stanton
- 1981: On Golden Pond amb Katharine Hepburn, Henry Fonda i Jane Fonda
- 1984: The River amb Mel Gibson, Sissy Spacek i Scott Glenn
- 1991: For the Boys
- 1994: Entre dues dones (Intersection) amb Richard Gere, Sharon Stone i Lolita Davidovich
- 1996: Crime of the Century amb Stephen Rea i Isabella Rossellini
- 2006: Even Money

### Actor
- 1956: Crime in the Streets de Don Siegel
- 1973: El llard adéu (The Long Goodbye) de Robert Altman
- 1991: Havana de Sydney Pollack
- 1994: A Century of Cinema de Caroline Thomas (documental)
- 2002: Un final made in Hollywood (Hollywood Ending) de Woody Allen

## Premis i nominacions

### Nominacions
- 1968: Globus d'Or al millor director per The Fox
- 1981: César a la millor pel·lícula estrangera per The Rose
- 1982: Oscar al millor director per On Golden Pond
- 1982: Globus d'Or al millor director per On Golden Pond
- 1983: BAFTA al millor director per On Golden Pond
- 1997: Primetime Emmy al millor director en minisèrie o especial per Crime of the Century
- 2002: Primetime Emmy a la millor minisèrie o telefilm per James Dean
- 2002: Primetime Emmy al millor director en minisèrie o telefilm per James Dean